# Amt Norf
Das Amt Norf, bis 1927 Bürgermeisterei Norf, war eine Verwaltungseinheit, die bis 1974 zum Kreis Grevenbroich  in der Rheinprovinz (1816 bis 1945) bzw. im Land Nordrhein-Westfalen (ab 1946) gehörte.

## Geschichte
Bis zum Ende des 18. Jahrhunderts gehörte das Verwaltungsgebiet des späteren preußischen bzw. nordrhein-westfälischen Amtes Norf zum kurkölnischen Amt Hülchrath. Nach der Neuorganisation der Verwaltung des Linken Rheinufers in der sogenannten Franzosenzeit gehörten Norf und Rosellen von 1798 bis 1814 zum Kanton Neuß im Rur-Departement. 1815 kam die Region aufgrund der Vereinbarungen auf dem Wiener Kongress zum Königreich Preußen. Die beiden preußischen rheinischen Provinzen (1822 als Rheinprovinz zusammengefasst) wurden 1816 in Regierungsbezirke, Kreise und Bürgermeistereien gegliedert. Die neu eingerichtete „Bürgermeisterei Norf“ (seinerzeit noch „Norff“ geschrieben) war zunächst eine „ländliche Sammtgemeinde“, die aus den beiden „Spezialhaushaltgemeinden“ Norf und Rosellen bestand und zum Kreis Neuß im Regierungsbezirk Düsseldorf gehörte. Dem Bürgermeister zur Seite stand ein „Bürgermeisterrath“.
Nach dem Ersten Weltkrieg wurden Teile der Bürgermeisterei von französischen Truppen besetzt. 1927 erfolgt die Umbenennung der Bürgermeisterei in Amt Norf. 1929 wurden die Gemeinden Grimlinghausen und Uedesheim in die Stadt Neuss eingemeindet. Die Ortschaft Stüttgen kam an die Gemeinde Norf. Damit erhielt diese einen direkten Zugang zum Rhein. Einen zwangsweisen Zusammenschluss mit dem Amt Nievenheim konnte das Amt Norf 1930 abwehren.
1974 scheitert der Plan, aus den Gemeinden Norf, Rosellen, Gohr, Nievenheim und dem Ortsteil Neuss-Erfttal eine neue Gemeinde zu bilden. 1975 wurde das Amt Norf aufgelöst und in die Stadt Neuss eingegliedert.

### Die Bürgermeister der Bürgermeisterei Norf
| - 0000–1798: Pierre Steins - 1801–1802: Heinrich Gruben - 0000–1802: Heinrich Gruttorfer - 1802–1811: August Eichhoff - 1811–1812: German Müller - 1812–1813: Guill. Gruttorfer - 1814–1816: Hermann Müller - 1816–0000: Michael Vahsen - 0000–1829: von Sieger - 1829–1838: Peter Steins - 1839–1841: Wilhelm Mardersteck - 1841–1851: Carl Kahler - 1851–1855: Hermann Clemens - 1855–0000: Carl Kahler - 1856–1858: Wilhelm Berg - 1858–1869: F.A.B. Schmitz | - 1869–0000: Eduard Bacciocco - 1869–1879: Christian Plum - 1879–1903: Eduard Bacciocco - 1903–1930: Heinr. Wiedenbrüg - 1931–1933: H. Rahmen (kommiss.) - 1933–1939: Erich Lindhorst - 1939–1945: Heinrich Klassen - 1946–1948: Adolf Göggel (kom.) - 1948–1949: Josef Kluth - 1949–1950: Josef Offer - 1950–1952: Josef Kluth - 1952–1956: Johann Palms - 1956–1964: Johann Steinfort - 1964–1969: Johannes Esser - 1969–1974: Wilhelm Graf von Pfeil Ab 1975 nach Neuss eingemeindet. |

## Einwohner
- 30. Juni 1974: 13.987 Einwohner

## Politik

### Amtsbürgermeister
- ca. 1834 Peter Steins – auch für Grimlinghausen
- 1945–1948 Adolf Göggel (CDU)
- - 1974 Heinrich Schumacher (CDU), Hermann Grunewald (SPD) sein Stellvertreter.

### Amtsdirektor
- 1946–1947 Albert Leusch
- 1948–1957 Wilhelm Effertz
- 1958–1970 Bernd Reinders
- 1970–1974 Willi Kühn. Sein allgemeiner Vertreter war Horst Melchert.

## Wirtschaft
Im 19. und am Anfang des 20. Jahrhunderts war das spätere Amt Norf überwiegend landwirtschaftlich orientiert. In Grimlinghausen richtete sich ein kleiner Zweig dem Fischfang zu. Mit dem Bau einer Eisenbahnlinie von Köln über Neuss nach Krefeld erhielt Norf im Jahre 1856 eine Bahnstation. Diese beschleunigte die Ansiedlung des ersten gewerblich-industriellen Betriebes, einer Sauerkrautfabrik, in Norf. Nach 1945 entstehen auf dem Gebiet des Amtes Norf auch Großbetriebe. So siedeln sich die Firmen Vereinigte Aluminiumwerke Rheinwerk – die 1962 mit der Verhüttung von Aluminium beginnen – und Alu Norf. Dadurch steigt die Zahl der Industriebeschäftigten in den folgenden Jahren kräftig. Waren noch 1961 unter 74 Personen in der Industrie beschäftigt, so waren es 1974 mehr als 3.000 Menschen.

### Landwirtschaft
1816 hatten die Gemeinden Norf und Rosellen folgenden Tierbestand:
- Fohlen: 7
- Pferde: 102
- Stiere: 4
- Ochsen: 33
- Kühe: 300
- Jungvieh (Rinder): 90
- Schafe: 400
- Ziegen: 25
- Schweine: 130

Ab 1840 wurde durch die Meliorationen des Norfbaches neue Ackerbauflächen geschaffen. Im 20. Jahrhundert erhielt der Norfer Weißkohl einen breiten Absatzmarkt. 1945 gab es noch 45 landwirtschaftliche Betriebe im Amt Norf. 1960 sank die Zahl auf 25 und 1974 waren es noch 16 Betriebe, davon drei landwirtschaftliche Betriebe in Norf.